# ZChO-Tesła Charków
ŻFK ZChO-Tesła Charków (ukr. ЖФК «ЗХО-Тесла» Харків) – ukraiński klub futsalu kobiet, mający siedzibę w mieście Charków w północno-wschodniej części kraju, grający od sezonu 2016/17 w rozgrywkach futsalowej Wyższej Ligi.

## Historia
Chronologia nazw:
- 2015: ŻFK Tesła Charków (ukr. ЖФК «Тесла» Харків)
- 2019: ŻFK ZChO-Tesła Charków (ukr. ЖФК «ЗХО-Тесла» Харків)

Klub futsalu Tesła Charków został założony w Charkowie 15 grudnia 2015 roku z inicjatywy miłośnika futsalu Danyła Jeriomki. W sezonie 2016/17 drużyna zgłosiła się do rozgrywek futsalowej Wyższej Ligi kobiet, zajmując ostatnie czwarte miejsce z jednym zdobytym punktem. W następnym sezonie 2017/18 awansowała na trzecie miejsce mistrzostw Ukrainy, a w Pucharze dotarła do finału. Potem w kolejnych dwóch sezonach zespół zdobywał wicemistrzostwo kraju, aby w 2021 zostać mistrzem Ukrainy. Latem 2019 klub nawiązał współpracę z Narodowym Uniwersytetem Ekonomicznym w Charkowie, w którym studiowało wielu zawodniczek z obwodu charkowskiego, po czym zmienił nazwę na ZChO-Tesła (ZChO - to skrót od reprezentacja obwodu charkowskiego, ukr. Zbirna Chariwśkoji obłasti).

## Barwy klubowe, strój, herb, hymn
|  |  |

Klub ma barwy szaro-pomarańczowe. Piłkarki domowe spotkania zazwyczaj grają w czarnych koszulkach z cienkimi poziomymi pasami o kolorze pomarańczowym, czarnych spodenkach oraz czarnych getrach.

## Sukcesy

### Trofea międzynarodowe
Nie uczestniczył w rozgrywkach europejskich (stan na 31-05-2021).

### Trofea krajowe
| \| \| Zdobyte trofea w rozgrywkach Ukrainy (stan na: 31-05-2021) \| |                                                            |      |                  |
| Rozgrywki                                                           | Osiągnięcie                                                | Razy | Sezon(y)         |
| · Mistrzostwo                                                       | I miejsce                                                  | 1    | 2020/21          |
| · Mistrzostwo                                                       | II miejsce                                                 | 2    | 2018/19, 2019/20 |
| · Mistrzostwo                                                       | III miejsce                                                | 1    | 2017/18          |
| Puchar                                                              | zdobywca                                                   | 0    |                  |
| Puchar                                                              | finalista                                                  | 1    | 2017/18          |
| · Superpuchar                                                       | zdobywca                                                   | 0    |                  |
| · Superpuchar                                                       | finalista                                                  | 1    | 2018             |
| II liga                                                             | I miejsce                                                  | 0    |                  |
| II liga                                                             | II miejsce                                                 | 0    |                  |
| II liga                                                             | III miejsce                                                | 0    |                  |
| Ukraina                                                             | Zdobyte trofea w rozgrywkach Ukrainy (stan na: 31-05-2021) |      |                  |

## Poszczególne sezony

### Rozgrywki międzynarodowe

#### Europejskie puchary
Nie uczestniczył w rozgrywkach europejskich (stan na 31-05-2021).

### Rozgrywki krajowe
| \| \| Bilans występów klubu w rozgrywkach Ukrainy (Stan na 31 maja 2021 r.) \| |                                                                       |        |       |   |   |   |    |    |     |         |        |        |      |
| Poziom                                                                         | Rozgrywki                                                             | Sezony | Mecze | Z | R | P | B+ | B– | Pkt | Lata    | Awanse | Spadki | Naj. |
| I                                                                              | Wyszcza liha                                                          | 5      |       |   |   |   |    |    |     | od 2016 | 0      | 0      | 1    |
| II                                                                             | Persza liha                                                           | 0      |       |   |   |   |    |    |     |         | 0      | 0      |      |
|                                                                                | Puchar Ukrainy                                                        | 4+     |       |   |   |   |    |    |     | od 2016 | 0      | 0      | 2    |
| Ukraina                                                                        | Bilans występów klubu w rozgrywkach Ukrainy (Stan na 31 maja 2021 r.) |        |       |   |   |   |    |    |     |         |        |        |      |

## Piłkarki, trenerzy, prezydenci i właściciele klubu

### Trenerzy
| Lp. | Imię i nazwisko   | Okres urzędowania | Okres urzędowania |
| --- | ----------------- | ----------------- | ----------------- |
| 1.  | Wasyl Suchomłynow | 2015              | obecnie           |

## Struktura klubu

### Hala
Drużyna rozgrywa swoje mecze w Hali SportKompleksu "Karazinski", znajdującej się przy ul. Otokara Jarosza 14 w Charkowie.

### Inne sekcje
Klub oprócz głównej drużyny prowadzi drugą drużynę KSDJuSzOR Dynamo-Tesła-2, która również w sezonie 2020/21 występowała w rozgrywkach Wyższej ligi, Tesła-3 oraz dla dzieci Tesła-Kids, grające w turniejach miejskich.

### Derby
- Mezzo-ZChO Charków